# 페이 웹스터
페이 웹스터(영어: Faye Webster)는 미국의 인디 포크 음악가, 가수 겸 사진가로 애틀랜타에서 활동한다. 2013년 “Run and Tell”를 레이블 없이 스스로 발매하였으며, 이후 2017년과 2019년 각각 어풀 레코드와 시크리틀리 캐나디안을 통해 “Faye Webster”와 “Atlanta Millionaires Club”을 발매하였다. 이후 4집 “I Know I'm Funny haha”가 2021년에 발매되었다.

## 배경

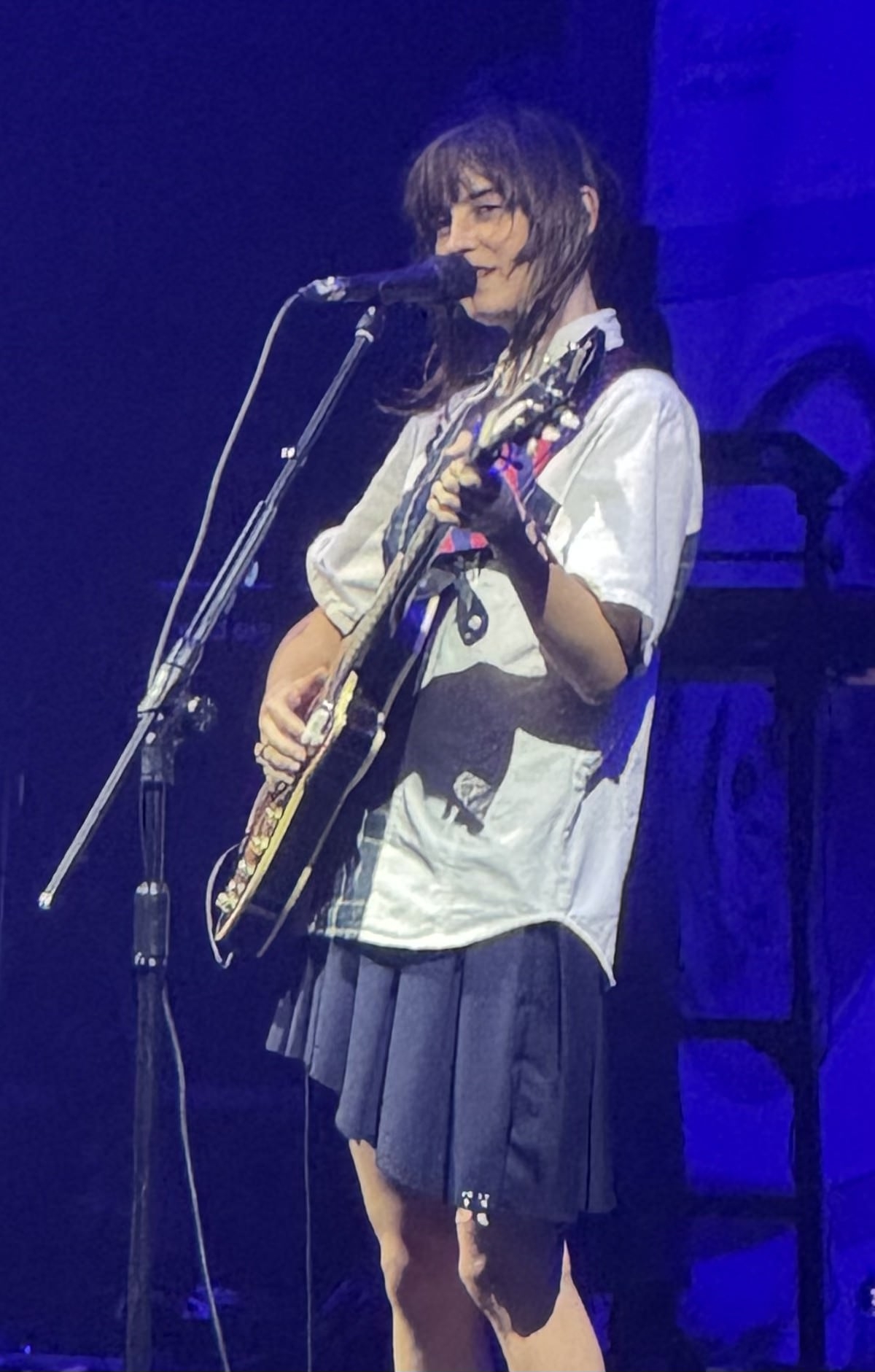
페이 웹스터가 2025년에 마닐라에서 노래한다

웹스터는 2017년 어플 레코드와 계약을 하였으며, 두 번째 정규 음반이자 셀프 타이틀 음반인 “Faye Webster”를 같은 해에 발매하였다. 이후 2018년 말 레코드 레이블 시크리틀리 캐나디안과 계약하였다.
웹스터는 시크리틀리 캐나디안을 통하여 세 번째 정규 음반 “Atlanta Millionaires Club”을 발매했다. 웹스터의 노래 ‘Room Temperature’는 롤링 스톤에, ‘Better Distractions’는 피치포크에 실렸으며, 버락 오바마 전 미국 대통령이 2020년 가장 좋아하는 노래 중 하나로 뽑으면서 다 많은 관심을 받았다.
2020년 4월, 웹스터는 싱글 ‘In a Good Way’를 공개하였다. 이듬해 6월에는 정규 4집 “I Know I'm Funny haha”를 냈다.

## 디스코그래피

### 정규 음반
- Run and Tell (2013, 자가발매)
- Faye Webster (2017, 어풀 레코드)
- Atlanta Millionaires Club (2019, 시크리틀리 캐나디안)
- I Know I’m Funny haha (2021, 시크리틀리 캐나디안)

싱글
- "She Won't Go Away" (2017, 어풀 레코드)
- "Is It Too Much to Ask" (2017, 어풀 레코드)
- "Both All the Time" (2019, 시크리틀리 캐나디안)
- "In a Good Way" (2020, 시크리틀리 캐나디안)
- "Better Distractions" (2020, 시크리틀리 캐나디안)
- "Cheers" (2021, 시크리틀리 캐나디안)
- "I Know I’m Funny haha" (2021, 시크리틀리 캐나디안)